# Amata tritonia
Amata tritonia là một loài bướm đêm thuộc phân họ Arctiinae, họ Erebidae.